# Cyptonychia muricolor
Cyptonychia muricolor là một loài bướm đêm trong họ Noctuidae.